# Station Saint-Clément-Laronxe
Station Saint-Clément-Laronxe is een spoorwegstation in de Franse gemeente Saint-Clément.